# Artur Pontek
Artur Pontek (ur. 10 maja 1975 w Warszawie) – polski aktor filmowy, telewizyjny, teatralny i dubbingowy, były aktor dziecięcy.

## Życiorys

### Edukacja
Jest absolwentem VII Liceum Ogólnokształcącego im. Juliusza Słowackiego w Warszawie.

### Kariera
Po raz pierwszy na ekranie pojawił się w filmie Janusza Rzeszewskiego Misja specjalna (1987). W dzieciństwie najbardziej zasłynął z ról Pająka (Banda Rudego Pająka), Arnolda ze szkoły przyszłości (Pan Kleks w kosmosie), Stasia (Zmowa) oraz Misia Malinowskiego (Mów mi Rockefeller). Pracował również w radiu i występował w teatrze.
W latach 1997–2004 był aktorem Teatru im. Żeromskiego w Kielcach. Od 2005 jest aktorem Teatru Polskiego w Warszawie. W 2011 występuje gościnnie w zespole Teatru Dramatycznego im. Aleksandra Węgierki w Białymstoku.
Od 2008 gra jednego z policjantów - sierżanta Mariana Marczaka w popularnym serialu TVP1 Ojciec Mateusz.
Od 11 września do 9 października 2015 brał udział w czwartej edycji programu Dancing with the Stars. Taniec z gwiazdami, emitowanego w telewizji Polsat. Jego partnerką taneczną była Natalia Głębocka, z którą odpadł w piątym odcinku, zajmując 7. miejsce.

## Życie prywatne
Jest żonaty z Beatą Pontek, z którą ma dwoje dzieci: syna Leona i córkę Zoję.

## Filmografia
- 1987: Misja specjalna – Artur
- 1987: Sami dla siebie
- 1988: Banda Rudego Pająka – Pająk
- 1988: Pan Kleks w kosmosie – Arnold, uczeń nr 3 szkoły im. Stanisława Lema
- 1988: Skrzypce Rotszylda
- 1988: Zmowa – Stasio Sitek
- 1989: Rififi po sześćdziesiątce
- 1989: Po własnym pogrzebie – chłopiec pytający się o znaczki z Generalnej Guberni
- 1990: Mów mi Rockefeller – Michał „Misio” Malinowski
- 1991: Das Heimweh des Walerjan Wróbel (Tęsknota Waleriana Wróbla) – Walerian Wróbel
- 1992: Enak
- 1993: Uprowadzenie Agaty – rudy filmowiec
- 1993: Do widzenia wczoraj. Dwie krótkie komedie o zmianie systemu – chłopak w windzie
- 1993: Pajęczarki – kolega Andrzeja
- 1994–1995: Spółka rodzinna – Krzysiek
- 1999: Skok
- 2001: Buła i spóła – Artek, kolega Waldka ze studiów
- 2002–2003: Szpital na perypetiach – sanitariusz „Wiewiór”
- 2004–2007: Kryminalni – rysownik policyjny
- 2004: Rodzinka – Karol, kolega Kingi
- 2004: Ławeczka
- 2006: U fryzjera – Dyzio
- 2007: Halo Hans! – Duży (odc. 7 i 11)
- od 2008: Ojciec Mateusz – policjant sierżant Marian Marczak
- 2010–2011: Prosto w serce – Mateusz Banaś

## Polski dubbing
- 2018: Wielkie przygody Kapitana Majtasa – narrator komiksów
- 2016: Trolle jako Gwidon Diament
- 2015: Żółwik Sammy i spółka -
  - Ricky,
  - odpowiednik Ricky’ego z Idealnej Rafy
- 2014: Ninjago: Mistrzowie spinjitzu jako Cyrus Borg
- 2014: Jeźdźcy smoków: Obrońcy Berk – Sączysmark
- 2013: Jeźdźcy smoków – Sączysmark
- 2012: Przygody Timmy’ego – Foop
- 2012: Bakugan: Młodzi wojownicy – Anubias
- 2012: Alvin i wiewiórki 3 – Szymon, Simone
- 2011: Mia i ja – Mo
- 2011: Hop – Zet
- 2011: Lękosław Wiewiórka – Lękosław
- 2010: Safari 3D – Reporter
- 2010: Smerfy – Gapik
- 2010: Pokémon: Arceus i Klejnot Życia –
  - Kato,
  - jeden z żołnierzy armii Marcusa
- 2010: Biała i Strzała podbijają kosmos – Papuga
- 2010: Brygada – Felix
- 2010: Strażackie opowieści – Kreska
- 2010: Superszpiedzy – Tony
- 2010: H2O – wystarczy kropla – Corey (odc. 56)
- 2010: True Jackson
- 2010: Viva High School Musical Meksyk: Pojedynek – Fer Casas del Campo
- 2010: Jak wytresować smoka – Snotlout (Sączysmark)
- 2009: Podniebny pościg – Tyler Burns
- 2009: Alvin i wiewiórki 2 – Szymon
- 2009: Dragon Age: Początek – Jowan
- 2009: Killzone 2 – Dante Garza
- 2009: Kacper: Szkoła postrachu – Thatch
- 2009: O, kurczę!
- 2009: Barbie przedstawia Calineczkę – Lucas
- 2009: Power Rangers: Furia dżungli – Casey
- 2008: Potwory i piraci – Filip
- 2008: Słoneczna Sonny – Grady Mitchell
- 2008: Ben 10: Obca potęga – Tyler (odc. 22)
- 2008: Sam & Max: Sezon 1 – Łypek
- 2008: Opowieści z Narnii: Książę Kaspian
- 2008: Agent specjalny Oso – Śmigłoptak
- 2007: Tropiciele zagadek – Wafel
- 2007: Czarodzieje z Waverly Place
- 2007: High School Musical 2
- 2007: Alvin i wiewiórki – Szymon
- 2007: Pokémon: Wymiar Walki –
  - Paul,
  - Jedno z dzieci (odc. 2),
  - Jedno z dzieci (odc. 4),
  - Saturn
- 2007: Arka Noego – Pity
- 2007: Bakugan: Młodzi wojownicy – Ryo
- 2007: Chowder – Mistrz Lo Mein (odc. 27b)
- 2007: Magi-Nation –
  - Adar (odc. 14),
  - Gorran (odc. 16),
  - Halstead (odc. 17),
  - Drowl (odc. 21)
- 2006–2008: Kappa Mikey – Mikey
- 2006–2007: Lola i Virginia – Charly
- 2006: Kacper: Szkoła postrachu – Thatch
- 2006: Pokémon: Diament i Perła –
  - jeden z laborantów (odc. 1),
  - Paul,
  - jeden z pomocników Łowczyni J (odc. 20),
  - Ryan i Bryan (odc. 29),
  - Członek Zespołu G (odc. 36)
- 2005–2008: Johnny Test
- 2005–2008: Nie ma to jak hotel – Antonio (odc. 83)
- 2005–2007: Amerykański smok Jake Long – Jake
- 2005: Kraina Elfów – Tim
- 2005: Robotboy – Gus (III i IV seria)
- 2005: Fillmore na tropie – Fillmore
- 2005: Spadkobiercy tytanów – Odie
- 2005: Awatar: Legenda Aanga –
  - Haru (odc. 6),
  - Hahn (odc. 19-20)
- 2005: Maggie Brzęczymucha – Aldrin
- 2004–2007: Nieidealna – Marcus
- 2004: Koszmarny Karolek –
  - Ordynarny Olo,
  - Wyniosły Wojtuś,
  - Lotny Lolo,
  - Płaczliwy Piotruś,
  - Roztargniony Roch,
  - Karate Krzyś
- 2003–2007: Z życia nastoletniego robota
- 2003: Legenda Nezha – Świnkomiś
- 2002–2004: Fillmore na tropie – Cornelius Filmore
- 2001–2004: Lloyd w kosmosie
- 2001: Rodzina Rabatków − Aldo
- 2000–2006: Słowami Ginger – Rezus (odc. 30)
- 1999–2004: Rocket Power – Milton Hausman III (odc. 20b)
- 1998–1999: Sonic Underground
- 1988–1994: Garfield i przyjaciele – Mort
- 1987: Nastolatki z Beverly Hills – Troy Jeffries
- 1986: Było sobie życie – jeden z osteoblastów (odcinek 'Szkielet')

## Reżyseria dubbingu
- 2018: Kręciołki (seria III)
- 2018: Listonosz Pat – Przesyłki specjalne (seria III)

## Nagrody
- 2001 – Nagroda „Dzika Róża” przyznana przez dziennikarzy w plebiscycie na najlepszych aktorów Teatru im. Stefana Żeromskiego w Kielcach
- 2003 – Nagroda „Dzika Róża” przyznana przez dziennikarzy w plebiscycie na najlepszych aktorów Teatru im. Stefana Żeromskiego w Kielcach
- 2004 – wyróżnienie za rolę Wisielca w „Balu wisielców” w Teatrze im. Żeromskiego w Kielcach na Opolskich Konfrontacjach Teatralnych „Klasyka Polska"
- 2004 – Nagroda (nagrody: marszałka województwa świętokrzyskiego oraz dziennikarzy Radia Fama za role w sezonie 2003/04 zagrane w Teatrze im. Stefana Żeromskiego w Kielcach)
- 2004 – Nagroda („Dzika Róża” przyznana przez dziennikarzy w plebiscycie na najlepszych aktorów Teatru im. Stefana Żeromskiego w Kielcach)